# Повесть о чистой любви
«Повесть о чистой любви» (яп. 純愛物語: дзюнъай моногатари; англ. The Story of Pure Love) — японский чёрно-белый фильм-драма, поставленный режиссёром Тадаси Имаи в 1957 году.

## Сюжет
О любви двух бедных молодых людей, Мицуко и Кантаро, которые в борьбе за существование попадают в сложные жизненные ситуации, о том, как смерть Мицуко, страдавшей лучевой болезнью, разъединяет влюблённых.

## В ролях
- Синдзиро Эхара — Кантаро Хаякава
- Хитоми Накахара — Мицуко Мияути
- Эйдзи Окада — Ситаяма
- Исао Кимура — доктор в госпитале Сэгава
- Ёси Като — профессор Судзуки
- Сэйдзи Миягути — судья
- Эйдзиро Тоно — мусорщик
- Каору Кусуда — профессор Кодзима
- Тосико Кобаяси — богатая женщина
- Маюми Фудзисато — профессор Итая
- Харуко Тода — мать Танаки
- Митико Араки — Нарусэ (в госпитале Сэгава)

## Премьеры
Япония — национальная премьера фильма состоялась 15 октября 1957 года.
 — европейская премьера фильма состоялась в июле 1958 года на VIII-м МКФ в Западном Берлине.
 — в 1958 году фильм вышел на экраны Чехословакии.
 — премьера в венгерской столице Будапеште состоялась 8 сентября 1960 года.
 ФРГ — фильм впервые был показан на западногерманском телевидении 11 декабря 1965 года.
 — кинолента демонстрировалась в советском прокате с 10 января 1966 года.
 — телепремьера в Германской Демократической Республике прошла 7 августа 1975 года..

## Награды и номинации
VIII-й МКФ в Западном Берлине (1958)
Выиграны:
- премия «Серебряный Берлинский медведь» лучшему режиссёру — Тадаси Имаи.

Номинированы:
- Номинация на главный приз «Золотой медведь».

Кинопремия «Голубая лента»
- 8-я церемония награждения (за 1957 год)[5]

- премия лучшему режиссёру 1957 года — Тадаси Имаи (ex aequo — «Люди риса»).

Кинопремия «Майнити»
- 12-я церемония награждения (за 1957 год)[6].

Выиграны:
- премия лучшему режиссёру 1957 года — Тадаси Имаи (ex aequo — «Люди риса»).
- премия за лучший звук — Коити Ивата (ex aequo — «Люди риса»).

Кинопремия «Кинэма Дзюмпо»
- (1958 год)

- Номинация на премию за лучший фильм 1957 года, однако по результатам голосования фильм занял 2 место, уступив киноленте «Люди риса», снятой тем же Тадаси Имаи.

## Комментарии
1. ↑  В советском прокате фильм демонстрировался с 10 января 1966 года, р/у Госкино СССР № 1345/65 (до 1 января 1973 года) — опубликовано: «Аннотированный каталог фильмов действующего фонда: Часть III. Зарубежные художественные фильмы», М.: «Искусство»-1968, С. 119.